# Vương Kiện Lâm
Vương Kiện Lâm (sinh ngày 24/10/1954) là tỷ phú người Trung Quốc, chủ tịch Tập đoàn Bất động sản Vạn Đạt cùng hệ thống rạp chiếu phim AMC rộng nhất thế giới. Ông cũng nắm giữ 20% cổ phần của công lạc bộ bóng đá Tây Ban Nha Atlético Madrid và là người giàu nhất châu Á cho đến hết năm 2016.

## Tiểu sử
Vương Kiện Lâm sinh ra tại Thương Khê, Quảng Nguyên, Tứ Xuyên, Trung Quốc. Cha ông đã tham gia chiến đấu cho Quân Giải phóng Nhân dân Trung Quốc của Mao Trạch Đông trong thời kỳ Vạn lý Trường chinh (10/1934 – 10/1935).

## Chính trị
Từ năm 15 tuổi, ông bắt đầu tham gia phục vụ trong quân ngũ của Quân Giải phóng Nhân dân Trung Quốc trong vòng 17 năm. Chức vụ ban đầu là lính gác biên giới sau đó được thăng chức chỉ huy trung đoàn.
Năm 1976, ông gia nhập Đảng Cộng sản Trung Quốc. Ông từng là ủy viên tại Đại hội Đảng toàn quốc Trung Quốc lần thứ 17 và đại biểu tại Đại hội Nhân dân toàn quốc Trung Quốc. Ông từng là phó chủ tịch Hiệp hội Công nghiệp và Thương mại Trung Quốc và đang là thành viên của Hội nghị Hiệp thương Chính trị Nhân dân kể từ 2008. Hai lần ông được CCTV vinh danh là "Nhân vật kinh tế của năm".
Năm 2011, ông đã quyên góp US$197 triệu vì mục đích từ thiện như việc phục hồi bảo tồn một ngôi chùa cổ ở Nam Kinh. Từ 2014-2015, ông đóng góp US$200,000 để khôi phục Electric Fountain ở Beverly Hills, California.